# Réunionibis
Der Réunionibis (Threskiornis solitarius) ist eine ausgestorbene Vogelart aus der Familie der Ibisse und Löffler, die auf der Vulkaninsel Réunion im Indischen Ozean endemisch war. Gemälde von „weißen Dodos“ sowie zeitgenössische Berichte über den „Réunion-Einsiedler“ (auch „Réunion-Solitär“ genannt) beziehen sich höchstwahrscheinlich auf diese Art. Daher finden sich auch die Synonyme Raphus solitarius, Victoriornis imperialis, Apteronis solitarius, Ornithaptera borbonica, Pezophas borbonica, Didus apterornis und Borbonibis latipes. Die ersten subfossilen Überreste wurden 1974 gefunden. Seine engsten Verwandten sind der Hellaugenibis, der Heilige Ibis und der Stachelibis.

## Entdeckungsgeschichte und Taxonomie

### Weißer Dodo und Réunion-Einsiedler

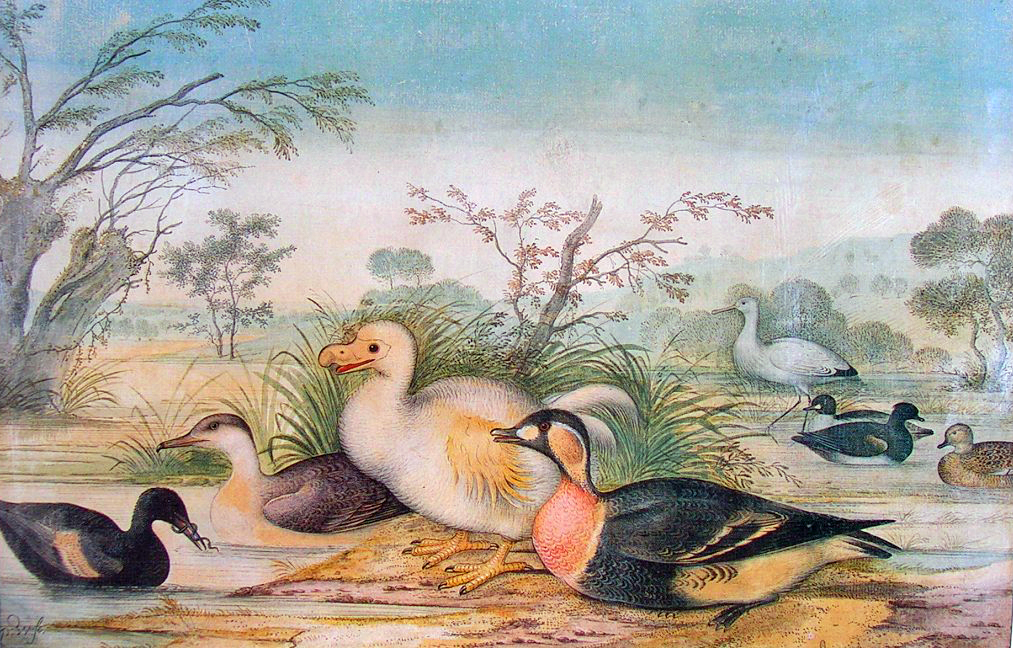
Gemälde von Pieter Withoos aus dem späten 17. Jahrhundert, das einen weißen Dodo inmitten von Enten zeigt

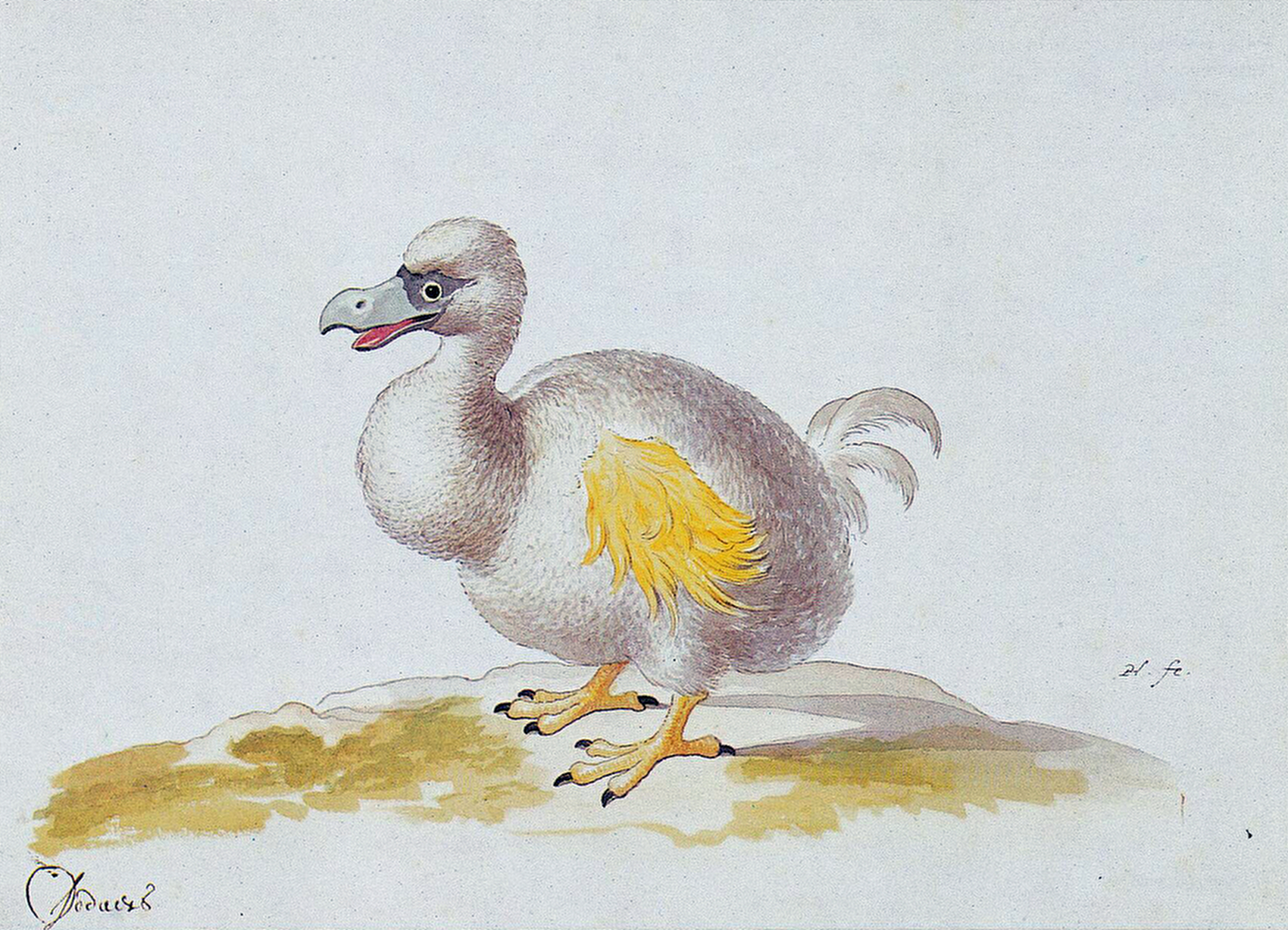
Eines von drei Gemälden aus der Mitte des 17. Jahrhunderts von Pieter Holsteyn dem Jüngeren, das einen weißen Dodo zeigt

Die taxonomische Geschichte des Réunionibisses ist verworren und komplex, aufgrund der mehrdeutigen und dürftigen Belege, die den Wissenschaftlern bis in die 1980er Jahre zur Verfügung standen. Der vermeintliche „weiße Dodo“ von Réunion gilt heute als irrtümliche Vermutung, die auf den wenigen zeitgenössischen Berichten beruht, die den Réunionibis beschrieben, kombiniert mit Gemälden von weißen Dodos von Mauritius der niederländischen Maler Pieter Withoos und Pieter Holsteyn dem Jüngeren aus dem 17. Jahrhundert sowie Derivaten, die im 19. Jahrhundert entstanden sind.
Der englische erste Offizier John Tatton war der erste, der 1625 auf Réunion einen speziell weißen Vogel erwähnte. Die Franzosen besetzten die Insel ab 1646 und bezeichneten diesen Vogel als „Solitaire“ (Einsiedler). Abbé Carré von der Französischen Ostindienkompanie beschrieb den Einsiedler 1699 und erklärte den Grund für seinen Namen:

„An diesem Ort sah ich eine Art Vogel, den ich sonst nirgendwo gefunden hatte; genauer gesagt, er ist das, was die Bewohner „Oiseaux Solitaire“ nennen, der die Einsamkeit liebt und nur an den abgelegensten Orten lebt; niemand hat je zwei oder mehr zusammen gesehen; er ist immer allein. Er ist nicht anders als ein Perlhuhn, außer der Tatsache, dass er längere Beine hat. Die Schönheit seines Gefieders ist wunderbar zu sehen. Es hat eine variable Farbe, die sich gelb verfärbt. Das Fleisch ist vorzüglich, es ist eines der besten Gerichte dieses Landes und könnte eine Delikatesse auf unseren Tischen sein. Wir wollten zwei dieser Vögel fangen, um sie nach Frankreich zu schicken und sie Seiner Majestät zu präsentieren, aber sobald sie an Bord waren, starben sie an Melancholie, nachdem sie sich geweigert hatten zu essen oder zu trinken.“

François Leguat, ein schiffbrüchiger französischer Hugenotte, benutzte den Namen „Solitär“ für den Rodrigues-Solitär, einen Verwandten des Dodos, dem er in den 1690er Jahren auf der nahegelegenen Insel Rodrigues begegnete, aber es wird angenommen, dass er den Namen von einem Traktat von Marquis Henri Duquesne aus dem Jahr 1689 übernommen hatte, der die Art von Réunion erwähnte. Duquesne selbst hatte seine eigene Beschreibung wahrscheinlich auf eine frühere gestützt. Kein Exemplar des Einsiedlers ist jemals präpariert worden. Die beiden Individuen, die Carré versuchte, in die königliche Menagerie in Frankreich zu schicken, überlebten die Gefangenschaft nicht. Der Beamte und Autor Auguste Billiard, der von 1817 bis 1820 auf Réunion (damals Île Bourbon) lebte, argumentierte im Jahr 1822, dass der französische Verwalter Bertrand-François Mahé de La Bourdonnais um 1740 von Réunion aus einen „Einsiedler“ nach Frankreich geschickt habe. Da der Réunionibis zu diesem Zeitpunkt vermutlich bereits ausgestorben war, könnte der fragliche Vogel tatsächlich ein Rodrigues-Solitär gewesen sein.
Der einzige zeitgenössische Autor, der sich speziell auf die „Dodos“ von Réunion bezog, war der niederländische Seemann Willem Ysbrandsz. Bontekoe, obwohl er deren Färbung nicht erwähnte:

„Es gab auch Dod-eersen (altniederländisch für Dodos), die kleine Flügel haben. Weit davon entfernt zu fliegen, waren sie so fett, dass sie kaum laufen konnten, und als sie zu rennen versuchten, schleiften sie ihre Unterseite über den Boden.“

Bontekoe erlitt 1618 vor Réunion Schiffbruch, kehrte 1625 nach Holland zurück und veröffentlichte seinen Bericht jedoch erst im Jahr 1646.

### Frühe Interpretation

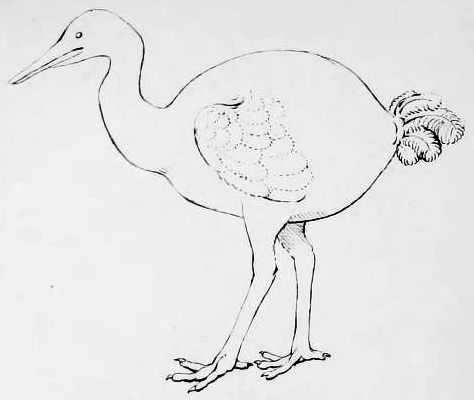
Künstlerische Rekonstruktion eines Réunion-Einsiedlers von Hermann Schlegel (1854)

In den 1770er Jahren schrieb der französischen Naturforscher Georges-Louis Leclerc, Comte de Buffon, dass der Dodo sowohl Mauritius als auch Réunion bewohnte. Es ist unklar, warum er Réunion einbezogen hat, aber er hat auch Berichte über den Rodrigues-Solitär und einen dritten Vogel („Oiseaux de Nazareth“ (Nazarvogel), der heute als Dodo gilt) im selben Abschnitt erwähnt. Der englische Naturforscher Hugh Edwin Strickland hatte in seinem 1848 erschienenen Buch The Dodo and Its Kindred die alten Beschreibungen des Réunion-Einsiedlers diskutiert und festgestellt, dass sie sich vom Dodo und vom Rodrigues-Solitär unterscheiden. Der belgische Wissenschaftler Edmond de Selys-Longchamps prägte 1848 den wissenschaftlichen Namen Apterornis solitarius für den Réunion-Einsiedler und machte ihn damit offenbar zur Typusart der Gattung, in die er auch zwei weitere Vögel der Maskarenen einbezog, die nur aus zeitgenössischen Berichten bekannt sind, die Mauritius-Ralle und das Maskarenen-Purpurhuhn. Da der Name Apterornis bereits von Richard Owen für die neuseeländische Gattung Aptornis verwendet worden war und die anderen früheren Namen ebenfalls ungültig waren, prägte Charles Lucien Jules Laurent Bonaparte 1854 das neue Binomen Ornithaptera borbonica (Bourbon war der ursprüngliche französische Name für Réunion). Hermann Schlegel stellte den Réunion-Einsiedler 1854 in die gleiche Gattung wie den Dodo und nannte ihn Didus apterornis. Er rekonstruierte ihn streng nach zeitgenössischen Überlieferungen, was dazu führte, dass anstelle eines Dodos ein Ibis oder storchenähnlicher Vogel entstand. Da er als kongenerisch mit dem Dodo galt, wurde der Réunion-Einsiedler lange Zeit auch als Mitglied der Familie Dididae (Dodos und Solitäre) angesehen.
1856 präsentierte William Coker ein Gemälde aus dem 17. Jahrhundert mit einem von Enten umgebenen weißen Dodo. Der Künstler wurde später als der Niederländer Pieter Withoos identifiziert, und viele bedeutende Naturforscher des 19. Jahrhunderts nahmen später an, dass das Bild den weißen Solitär von Réunion darstellt, eine Hypothese, die ursprünglich vom Ornithologen John Gould aufgestellt wurde. Gleichzeitig wurden mehrere ähnliche Gemälde von weißen Dodos von Pieter Holsteyn dem Jüngeren in den Niederlanden entdeckt. 1869 hielt Alfred Newton Withoos’ Zeichnung aus den Aufzeichnungen von Bontekoe für einen lebenden Réunion-Dodo, der nach Holland gebracht wurde, und begründete den stumpfen Schnabel durch Schnabelkürzung, um zu verhindern, dass Menschen verletzt werden. Newton ignorierte ferner die Unstimmigkeiten zwischen den Illustrationen und Beschreibungen, insbesondere den langen, dünnen Schnabel, was in einer zeitgenössischen Darstellung angedeutet wird.

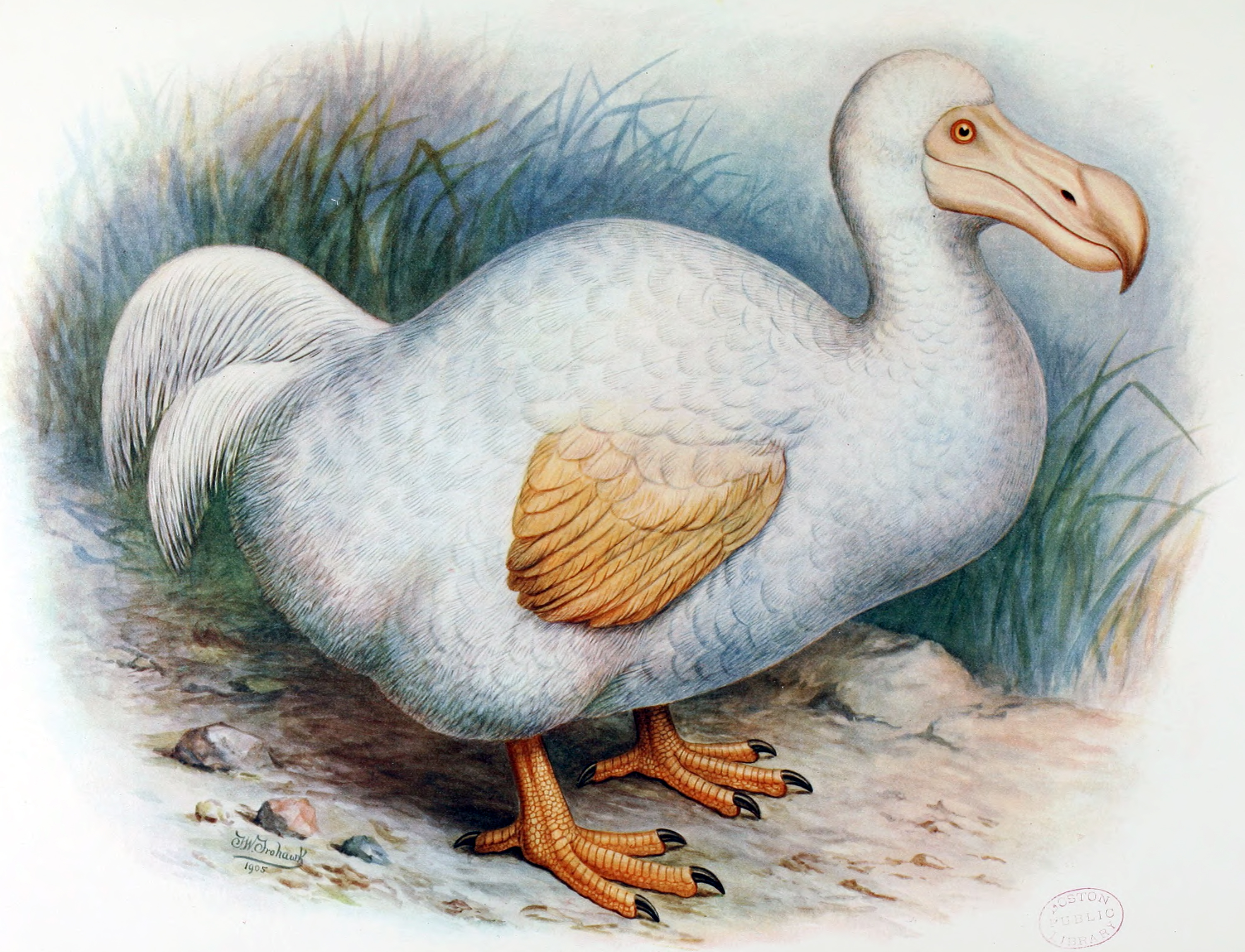
Frohawks künstlerische Rekonstruktion eines weißen Dodos basierend auf dem Dodo-Gemälde von Wittekoos (aus W. Rothschild: Extinct Birds, 1907)

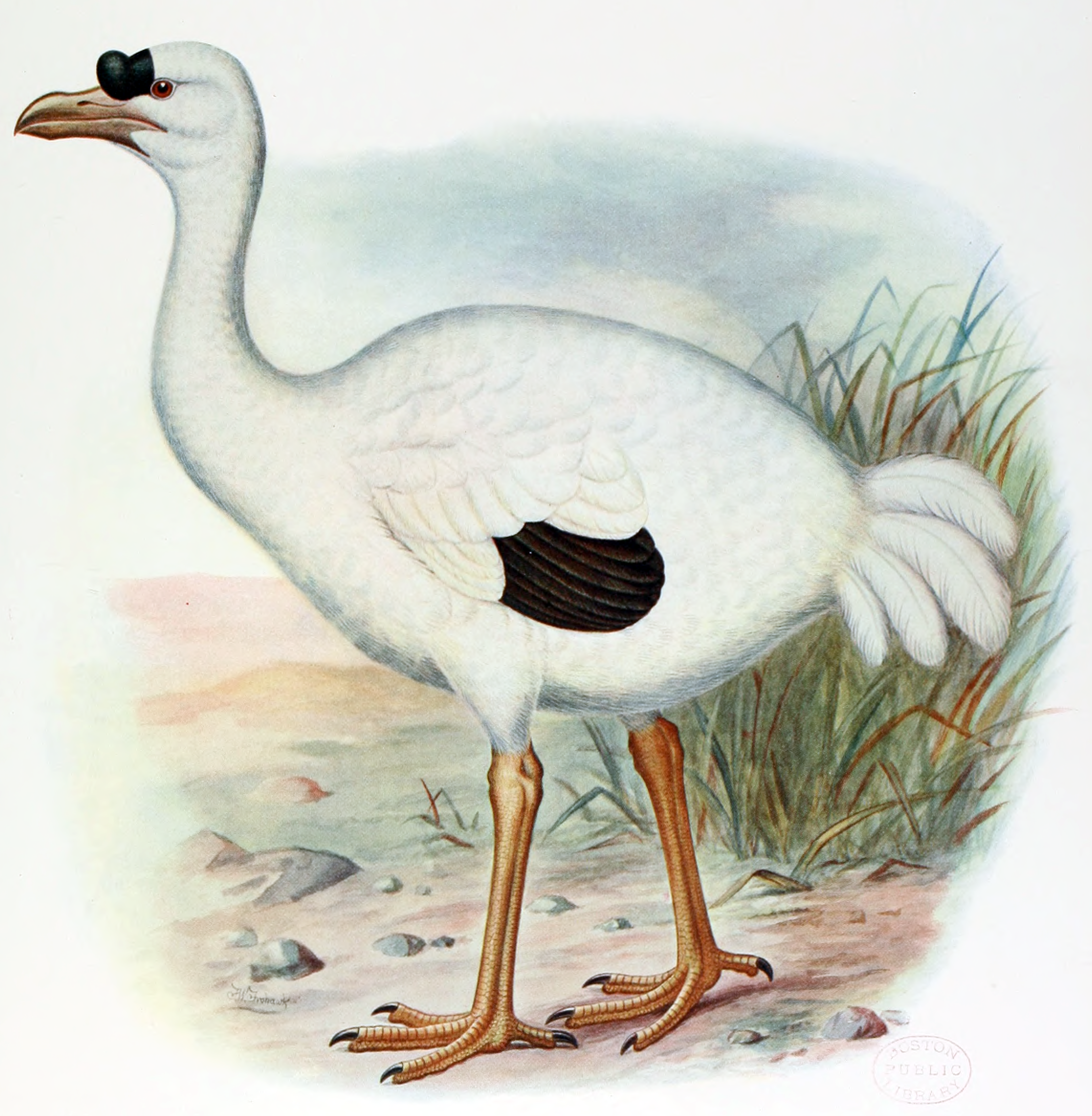
Frohawks künstlerische Rekonstruktion eines Réunion-Einsiedlers basierend auf den Beschreibungen von Sieur Dubois von 1674 (aus W. Rothschild: Extinct Birds, 1907)

Newtons Worte festigten die Bestätigung dieser Hypothese unter seinen Fachkollegen erheblich, und einige gingen weiter, indem sie immer mehr Material hinzufügten. Laut dem niederländischen Zoologen Anthonie Cornelis Oudemans wurden die Diskrepanzen zwischen den Gemälden und den alten Beschreibungen dadurch erklärt, dass die Zeichnungen weibliche Exemplare darstellten und die Art daher einen deutlichen Geschlechtsdimorphismus aufwies. Für Walter Rothschild war die gelbe Farbe der Flügel auf den Albinismus dieses bestimmten Exemplars zurückzuführen, da die Flügel in den alten Aufzeichnungen über den Réunion-Einsiedler als schwarz beschrieben wurden.
Bis Anfang des 20. Jahrhunderts behaupteten Wissenschaftler inmitten Spekulationen, dass auf vielen anderen Gemälden weiße Dodos abgebildet sind und dass sogar körperliche Überreste von weißen Dodos stammen. Einige Wissenschaftler glaubten, dass der Réunion-Einsiedler der alten Beschreibungen eher eine dem Rodrigues-Solitär ähnliche Art sei. Rothschild beauftragte den britischen Künstler Frederick William Frohawk, den Réunion-Einsiedler sowohl als weißen Dodo nach dem Withoos-Gemälde, als auch als eigenständigen Vogel nach der Beschreibung des französischen Reisenden Sieur Dubois von 1674 für sein Buch Extinct Birds von 1907 zu zeichnen. Der japanische Ornithologe Hachisuka bezeichnete 1953 die weißen Dodos der Gemälde als Victoriornis imperialis und den Einsiedler der alten Reiseberichte als Ornithaptera solitarius.

### Moderne Interpretation
Bis Ende der 1980er Jahre war der Glaube an die Existenz eines weißen Dodos auf Réunion die orthodoxe Sichtweise, und nur wenige Forscher bezweifelten den Zusammenhang zwischen den Berichten über den Réunion-Einsiedler und den Dodo-Zeichnungen. Sie wiesen darauf hin, dass ohne solide Beweise wie Fossilien keine Schlussfolgerungen gezogen werden können und dass nichts darauf hindeutet, dass die weißen Dodos auf den Bildern etwas mit Réunion zu tun haben. 1970 vermutete der US-amerikanische Ornithologe Robert W. Storer, dass, wenn solche Überreste gefunden würden, sie nicht zu den Dodos oder sogar den Tauben gehören würden.
Die ersten subfossilen Vogelreste auf Réunion wurden 1974 gefunden und vom britischen Ornithologen Graham S. Cowles einem Storch, Ciconia sp., zugeordnet. Die Überreste wurden in einer Höhle gefunden, was darauf hindeutet, dass sie dorthin gebracht und von frühen Siedlern gegessen worden waren. Es wurde spekuliert, dass die Überreste von einem großen, mysteriösen Vogel stammen könnten, der von Leguat beschrieben und von einigen Ornithologen als Leguat’s Giant bezeichnet wurde. Nach heutiger Ansicht repräsentiert Leguat’s Giant eine örtlich ausgestorbene Flamingopopulation auf Réunion. 1987 wurde von den französischen Paläontologen Cécile Mourer-Chauviré und François Moutou subfossiles Material einer neuzeitlich ausgestorbenen Ibisart von Réunion als Borbonibis latipes beschrieben und eine nahe Verwandtschaft zum Waldrapp und zum Glattnackenrapp der Gattung Geronticus vermutet. Der Holotypus, ein Tarsometatarsus, wurde in der Grotte de l’Autel bei Saint-Gilles auf Réunion entdeckt.
Ende 1987, nach Veröffentlichung der Beschreibung von Borbonibis latipes, schrieb der englische Biologe Anthony S. Cheke an François Moutou, um anzumerken, dass er und Cecile Mourer-Chauviré endlich den rätselhaften „Solitär“ gefunden hätten. Dieser Hinweis wurde 1995 von Mourer-Chauviré, Roger Bour und Sonia Ribes aufgegriffen und veröffentlicht. Es folgte auch die Zuordnung in die Gattung Threskiornis, die nun mit dem Artepitheton solitarius aus dem Binomen für den von de Sélys-Longchamps beschriebenen Réunion-Einsiedler aus dem Jahr 1848 kombiniert wurde. Die Autoren wiesen darauf hin, dass die zeitgenössischen Beschreibungen dem Aussehen und Verhalten eines Ibisses mehr entsprachen als einem Mitglied der Raphinae, zumal 1994 ein Fragment eines vergleichsweise kurzen und geraden Ibis-Unterkiefers entdeckt wurde und weil Ibisüberreste an einigen Stellen reichlich vorhanden waren.

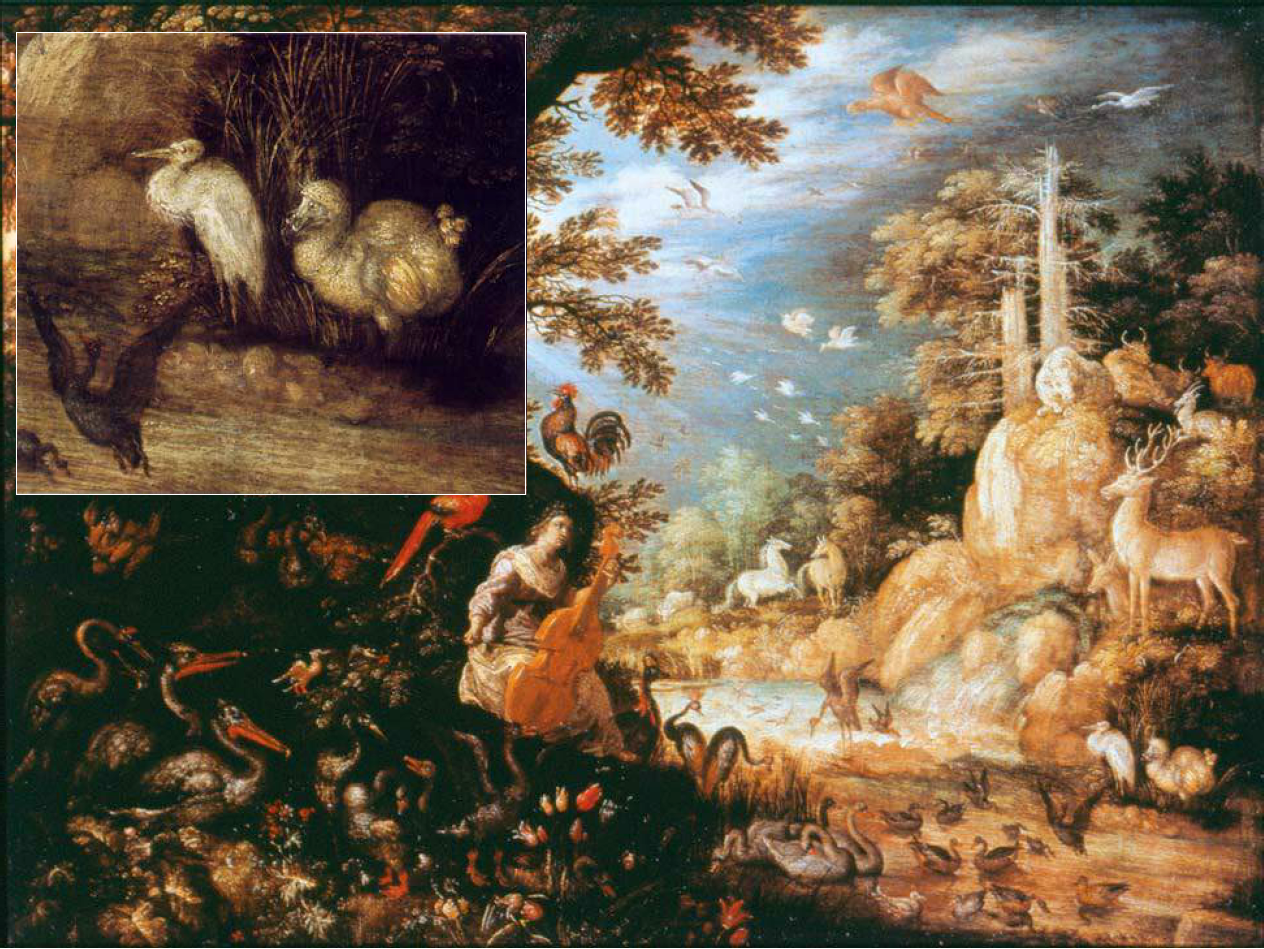
Gemälde: „Landschaft mit Orpheus und den Tieren“ von Roelant Savery (um 1611)

Die mögliche Herkunft der Gemälde mit weißen Dodos des 17. Jahrhunderts wurde im Jahr 2003 vom spanischen Biologen Arturo Valledor de Lozoya und unabhängig davon von Anthony S. Cheke und Julian Pender Hume im Jahr 2004 untersucht. Die Withoos- und Holsteyn-Gemälde sind eindeutig voneinander abgeleitet, und Withoos hat wahrscheinlich seinen Dodo aus einem von Holsteyns Werken nachgezeichnet, da diese wahrscheinlich zu einem früheren Zeitpunkt entstanden sind. Alle späteren Bilder mit weißen Dodos sollen auf diesen Bildern basieren. De Lozoya zufolge scheinen diese Bilder selbst von einem weißen Dodo in einem Gemälde mit dem Titel „Landschaft mit Orpheus und den Tieren“ abgeleitet zu sein, das von Roelant Savery um 1611 geschaffen wurde. Der Dodo basierte anscheinend auf einem ausgestopften Exemplar aus Prag; ein Walghvogel (altniederländisch für Dodo), der als „schmutzig weiß gefärbt“ beschrieben und in einem Inventar der Prager Sammlung von Kaiser Rudolf II. erwähnt wurde, bei dem Savery zu dieser Zeit (1607–1611) unter Vertrag stand. Saverys spätere Dodo-Bilder zeigen alle gräuliche Vögel, möglicherweise weil er bis dahin ein gewöhnliches Exemplar gesehen hatte. Cheke und Hume kamen zu dem Schluss, dass das gemalte Exemplar aufgrund von Albinismus weiß war und dass diese Besonderheit der Grund dafür war, dass es in Mauritius gesammelt und nach Europa gebracht wurde. Valledor de Lozoya vermutete stattdessen, dass das helle Gefieder ein Merkmal eines juvenilen Vogels, ein Ergebnis des Bleichens alter Präparate oder einfach eine künstlerische Freiheit sei. Im Jahr 2018 vermuteten Jolyon C. Parish and Anthony C. Cheke, dass das Gemälde stattdessen nach 1614 oder sogar nach 1626 realisiert wurde, basierend auf einigen der Motive.
Auf Réunion wurden noch nie fossile Überreste von dodoähnlichen Vögeln gefunden. Einige spätere Literaturquellen kritisieren die Ibis-Identität des Réunion-Einsiedlers und betrachten den „weißen Dodo“ sogar als eine gültige Art. Der britische Autor Errol Fuller stimmt darin überein, dass die Gemälde aus dem 17. Jahrhundert keine Dodos von Réunion darstellen, bezweifelte jedoch, dass die subfossilen Überreste des Ibisses unbedingt mit den Berichten über Solitärs in Verbindung stehen. Er stellte fest, dass keine Beweise dafür vorliegen, dass der ausgestorbene Ibis bis zur Ankunft der Europäer auf Réunion überlebt hat. Cheke und Hume haben solche Ansichten als bloßen „Glauben“ und „Hoffnung“ an die Existenz eines Dodos auf der Insel verworfen.

### Evolution
Die Vulkaninsel Réunion ist drei Millionen Jahre alt, während Mauritius und Rodrigues mit jeder ihrer flugunfähigen Dodo- und Solitärarten acht bis zehn Millionen Jahre alt sind. Es ist daher unwahrscheinlich, dass Réunion von flugunfähigen Vögeln dieser Inseln kolonisiert worden sein könnte und nur flugfähige Arten auf der Insel Verwandte haben. Drei Millionen Jahre reichen aus, um Flugunfähigkeit oder schwache Flugfähigkeiten bei Vogelarten auf Réunion zu entwickeln. Aber solche Arten wären durch den Ausbruch des Vulkans Piton des Neiges vor 300.000 bis 180.000 Jahren ausgelöscht worden. Die meisten neuzeitlich existierenden Arten wären daher wahrscheinlich Nachkommen von Tieren, die die Insel nach diesem Ereignis aus Afrika oder Madagaskar wieder besiedelt hatten, was zu einer Entwicklung der Flugunfähigkeit nicht ausreichen würde.
1995 legte eine morphologische Studie von Mourer-Chauviré und Kollegen nahe, dass die engsten Verwandten des Réunionibisses der Heilige Ibis (Threskiornis aethiopicus) aus Afrika und der Stachelibis (Threskiornis spinicollis) aus Australien sind. Es wurde auch vermutet, dass er mit dem Hellaugenibis (Threskiornis bernieri) von Madagaskar am nächsten verwandt und somit letztlich afrikanischen Ursprungs war.

## Merkmale
Zeitgenössische Berichte beschrieben die Art mit weißem und grauem Gefieder, das in Gelb übergeht sowie schwarzen Flügelspitzen und Schwanzfedern, einem langen Hals und Beinen und begrenzten Flugmöglichkeiten. Dubois’ Bericht von 1674 ist die detaillierteste zeitgenössische Beschreibung des Vogels und wurde 1848 von Strickland übersetzt:

„Solitäre. Diese Vögel werden so genannt, weil sie immer allein sind. Sie haben die Größe einer großen Gans und sind weiß, die Flügelspitzen und der Schwanz schwarz. Die Schwanzfedern ähneln denen eines Straußes; der Hals ist lang, und der Schnabel ähnelt dem einer Waldschnepfe, ist aber länger; die Beine und Füße ähneln den von Truthähnen. Dieser Vogel nutzt die Möglichkeit des Laufens, da er nur sehr wenig fliegt.“

Laut Mourer-Chauviré und Kollegen hatte die Gefiederfärbung wahrscheinlich Ähnlichkeit mit der des Heiligen Ibisses und des Stachelibisses, die bei diesen Arten ebenfalls überwiegend weiß und glänzend schwarz ist. In der Fortpflanzungszeit sehen die Rückenschmuckfedern und die Flügelspitzen des Heiligen Ibisses ähnlich aus wie die Federn eines Straußes, was an Dubois’ Beschreibung erinnert. Ebenso zeigte ein 1994 gefundener subfossiler Unterkiefer, dass der Schnabel des Réunionibis relativ kurz und gerade für einen Ibis war, was Dubois’ Waldschnepfenvergleich entspricht. Cheke und Hume nehmen an, dass das französische Wort (bécasse) aus Dubois’ Originalbeschreibung, meist übersetzt mit „Waldschnepfe“, auch „Austernfischer“ bedeuten könnte, ein weiterer Vogel mit einem langen, geraden, aber etwas robusteren Schnabel. Sie haben auch darauf hingewiesen, dass der letzte Satz falsch übersetzt ist und tatsächlich bedeutet, dass der Vogel gefangen werden könnte, indem man ihm nachrennt. Die von einigen Autoren erwähnte helle Färbung des Gefieders kann sich auf die Irisierung beziehen, wie man sie beim Stachelibis sieht.
Subfossiles Material vom Réunionibis legt nahe, dass er robuster und wahrscheinlich viel schwerer war und einen größeren Kopf hatte als der Heilige Ibis und der Stachelibis. Er ähnelte ihnen dennoch in den meisten Merkmalen. Nach Angaben von Hume wäre er nicht größer als 65 cm gewesen, was der Körperlänge des Heiligen Ibisses entspricht. Grobe Fortsätze an den Flügelknochen des Réunionibisses ähneln denen von Vögeln, die ihre Flügel im Kampf einsetzen. Er war möglicherweise flugunfähig, das hat jedoch keine signifikanten osteologischen Spuren hinterlassen. Es wurden keine vollständigen Skelette gesammelt, aber von den bekannten Brustbeinelementen deutet nur ein Merkmal auf eine Verringerung der Flugfähigkeit hin. Das Coracoid ist länglich und der Radius sowie die Ulna sind robust, wie bei flugfähigen Vögeln, aber ein bestimmtes Foramen (oder eine Öffnung) zwischen einem Mittelhandknochen und der Alula ist ansonsten nur von flugunfähigen Vögeln bekannt, wie einigen Laufvögeln, Pinguinen und mehreren ausgestorbenen Arten.

## Verhalten und Lebensweise
Da zeitgenössische Berichte darüber, ob der Solitär flugunfähig war oder über eine gewisse Flugfähigkeit verfügte, widersprüchlich sind, vermuteten Mourer-Chauvire und Kollegen, dass dies von jahreszeitlich bedingten Fettzyklen abhängt, was bedeutet, dass sich Individuen während der kühlen Jahreszeit mästeten, jedoch in der heißen Jahreszeit schlank waren. Möglicherweise konnte er fliegen, wenn er schlank war, aber nicht, während er fett war. Dubois erklärte jedoch ausdrücklich, dass die Einsiedler im Gegensatz zu den meisten anderen Vögeln von Réunion keine Fettzyklen aufwiesen. Die einzige Erwähnung über die Ernährung und des genauen Lebensraums des Réunionibisses stammt aus einem Bericht des französischen Kartographen Jean Feuilley aus dem Jahr 1708, der zugleich auch die letzte Bestätigung eines lebenden Individuums ist:

„Solitäre haben die Größe eines mittelgroßen Truthahns und sind grau und weiß gefärbt. Sie leben auf dem Gipfel der Berge. Ihre Ernährung besteht nur aus Würmern, die sie auf dem Boden oder im Boden sammeln.“

Die von Feuilley beschriebene Ernährung und Art der Nahrungssuche entspricht der eines Ibisses, während sich Dodos überwiegend frugivor ernährten. Die Art wurde von Dubois als Landvogel bezeichnet, sodass sie nicht in für Ibisse typischen Lebensräumen wie Feuchtgebieten lebte. Dies ist vermutlich darauf zurückzuführen, dass die Vorfahren dieser Art Réunion kolonisierten, bevor Sümpfe entstanden sind und sie sich daher an die verfügbaren Lebensräume angepasst hatten.
Vielleicht konnte sich der Réunionibis wegen der Anwesenheit der Mauritius-Ralle, die eine ähnliche Nische besetzt haben könnte, nicht auf Mauritius ausbreiten. Es scheint, dass die Art in großen Höhen lebte und vielleicht auch eine begrenzte Verbreitung hatte. Die Berichte früher Besucher deuten darauf hin, dass die Art in der Nähe ihrer Ankerplätze gesichtet, aber ab 1667 nur an abgelegenen Orten gefunden wurde. Der Vogel könnte im östlichen Tiefland bis in die 1670er Jahre überlebt haben. Obwohl viele Berichte aus dem späten 17. Jahrhundert besagen, dass der Vogel gut zu essen war, schreibt Feuilley, dass sein Fleisch einen schlechten Geschmack hatte. Dies mag daran liegen, dass sich das Nahrungsverhalten des Réunionibisses geändert hatte, nachdem er sich in raueres, höher gelegenes Gelände zurückzog, um Schweinen zu entkommen, die seine Nester zerstörten. Da er nur eine begrenzte Flugfähigkeit hatte, nistete er wahrscheinlich am Boden.

## Aussterben

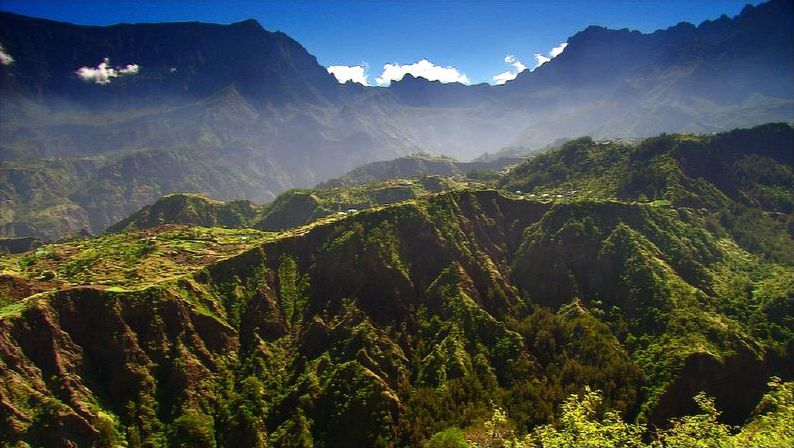
Bewaldeter Berggipfel auf Réunion (2006)

Da Réunion immer mehr von Siedlern bevölkert wurde, war der Réunionibis gezwungen, sich auf die Berggipfel zurückzuziehen. Eingeführte Beutegreifer wie Katzen und Ratten forderten viele Opfer. Die unkontrollierte Jagd trug ebenfalls dazu bei, und mehrere zeitgenössische Berichte bezeugen, dass der Vogel weithin wegen seines Fleisches erlegt wurde. 1625 beschrieb John Tatton die Zutraulichkeit des Vogels und wie einfach er zu jagen war, ebenso wie die große Menge, die er dezimierte:

„Es gibt eine große Anzahl von Landvögeln, sowohl große als auch kleine, viele Tauben, große Papageien und dergleichen; außerdem gibt es einen großen weißen Vogel von der Größe eines Truthahns, sehr fett und mit Flügeln, die so kurz sind, dass sie ihn am Fliegen hindern; er scheint fast zutraulich, wie alle anderen Vögel, da er nie durch einen Schuss gestört oder aufgeschreckt wurde. Unsere Männer schlugen sie mit Stöcken und Steinen nieder. Zehn Männer konnten an einem einzigen Tag vierzig Männer mit Nahrung versorgen.“

1671 beschrieb der Chronist Jean-Jacques Melet das Abschlachten einiger Vogelarten auf der Insel und erwähnte die kulinarischen Qualitäten dieser Art:

„Es gibt Vögel in so großer Zahl und so zutraulich, dass es nicht notwendig ist, mit Schusswaffen zu jagen, da man sie leicht mit einem kleinen Stock oder einer Rute niederschlagen kann. Während dieser fünf oder sechs Tage, an denen wir in den Wald gehen durften, wurden so viele getötet, dass unser General (A) gezwungen war, jedem zu verbieten, über hundert Schritte aus dem Lager zu gehen, aus Angst, dass das gesamte Viertel zerstört würde. Denn es genügte, einfach einen lebenden Vogel zu fangen und ihn schreien zu lassen, um in einem Moment ganze Scharen anzulocken, die auf den anwesenden Männern saßen, so dass man oft Hunderte töten konnte, ohne sich vom Platz zu bewegen. Aber da es unmöglich gewesen wäre, eine so große Menge auszulöschen, wurde erneut die Erlaubnis zum Töten erteilt, was für alle ein Grund zur großen Freude war, denn es gab sehr gutes Essen ohne Aufwand.“

Die letzte gesicherte Erwähnung des Einsiedlers von Réunion war die von Feuilley aus dem Jahr 1708, was darauf hindeutet, dass die Art wahrscheinlich irgendwann Anfang des 18. Jahrhunderts ausgestorben war. In den 1820er Jahren fragte der französische Seefahrer Louis de Freycinet einen alten Sklaven nach Drontes (altniederländisches Wort für Dodo), und es wurde ihm mitgeteilt, dass der Vogel um Saint-Joseph herum existierte, als sein Vater noch ein Kind war. Das wäre wahrscheinlich ein Jahrhundert früher gewesen, jedoch kann diese Darstellung auch unzuverlässig sein. Cheke und Hume vermuten, dass verwilderte Katzen zunächst Wildtiere im Flachland jagten und später in höhere Binnenlandgebiete eindrangen, die wahrscheinlich die letzten Rückzugsorte des Réunionibisses waren, wo er für Schweine unerreichbar war. Es wird angenommen, dass die Art zwischen 1710 und 1715 ausgerottet wurde.